# Башич, Иван
Ива́н Ба́шич (сербохорв. Ivan Bašić; 30 апреля 2002, Имотски) — боснийский футболист, полузащитник казахстанского клуба «Астана» и сборной Боснии и Герцеговины. 

## Клубная карьера
Начинал карьеру в «Посушье», в 2018 году пополнил ряды академии мостраского «Зриньски». В 2019 году Башич, закрепившись в основном составе юношеской команды, подписал с клубом профессиональный контракт. 20 августа 2020 года полузащитник дебютировал за главную команду «Зриньски» в матче чемпионата Боснии и Герцеговины против «Слободы». Иван хорошо проявлял себя в поединках национального первенства и за два проведённых в клубе сезона стал одним из его лидеров, выиграв в его составе чемпионат страны 2021/2022 годов. В победном сезоне Башич провёл 31 матч, забил 5 голов и отдал шесть результативных передач.
Летом 2022 года Башич перешёл в клуб Российской Премьер-лиги «Оренбург». Сумма сделки по неподтверждённым данным составила около 550 тысяч евро. Контракт с игроком был подписан на срок до лета 2025 года. Дебютный матч в чемпионате он сыграл 16 июля против «Крыльев Советов». Он хорошо проявил себя в своих первых играх за новый клуб, а в своей третьей встрече открыл счёт своим голам, поразив ворота московского «Спартака» ударом из-за пределов штрафной.
Первый мяч в сезоне 2023/2024 забил в ворота «Локомотива» (2:0) 17 сентября 2023 года, также был признан игроком матча.
7 июня 2025 года покинул «Оренбург» после окончания контракта.
2 июля 2025 года стал игроком казахского клуба «Астана».

## Карьера в сборной
Башич вызывался в юношескую и молодёжную сборные Боснии и Герцеговины. За молодёжную команду он в рамках отборочного этапа к чемпионату Европы 2023 провёл 9 матчей и забил два гола.
Дебютировал за основную сборную 19 ноября 2023 года в матче против Словакии (1:2), проведя на поле все 90 минут.

## Достижения
- Чемпион Боснии и Герцеговины: 2021/22

## Статистика

### Клубная
| Выступление      | Выступление      | Выступление      | Лига | Лига | Кубки | Кубки | Еврокубки | Еврокубки | Итого | Итого |
| Клуб             | Лига             | Сезон            | Игры | Голы | Игры  | Голы  | Игры      | Голы      | Игры  | Голы  |
| ---------------- | ---------------- | ---------------- | ---- | ---- | ----- | ----- | --------- | --------- | ----- | ----- |
| Зриньски         | Премьер-лига     | 2020/21          | 13   | 2    | 1     | 0     | 1         | 0         | 15    | 2     |
| Зриньски         | Премьер-лига     | 2021/22          | 29   | 5    | 2     | 0     | —         | —         | 31    | 5     |
| Зриньски         | Итого            | Итого            | 42   | 7    | 3     | 0     | 1         | 0         | 46    | 7     |
| Оренбург         | Премьер-лига     | 2022/23          | 15   | 2    | 2     | 0     | —         | —         | 17    | 2     |
| Оренбург         | Премьер-лига     | 2023/24          | 11   | 1    | 3     | 0     | —         | —         | 14    | 1     |
| Оренбург         | Итого            | Итого            | 26   | 3    | 5     | 0     | —         | —         | 31    | 3     |
| Всего за карьеру | Всего за карьеру | Всего за карьеру | 68   | 10   | 8     | 0     | 1         | 0         | 77    | 10    |

### Сборная
| Матчи и голы Ивана Башича за сборную Боснии и Герцеговины | Матчи и голы Ивана Башича за сборную Боснии и Герцеговины | Матчи и голы Ивана Башича за сборную Боснии и Герцеговины | Матчи и голы Ивана Башича за сборную Боснии и Герцеговины | Матчи и голы Ивана Башича за сборную Боснии и Герцеговины | Матчи и голы Ивана Башича за сборную Боснии и Герцеговины | Матчи и голы Ивана Башича за сборную Боснии и Герцеговины |
| --------------------------------------------------------- | --------------------------------------------------------- | --------------------------------------------------------- | --------------------------------------------------------- | --------------------------------------------------------- | --------------------------------------------------------- | --------------------------------------------------------- |
| №                                                         | Дата                                                      | Оппонент                                                  | Счёт                                                      | Голы                                                      | Соревнование                                              |                                                           |
| 1                                                         | 19 ноября 2023                                            | Словакия                                                  | 1:2                                                       | —                                                         | Отборочные матчи Евро-2024                                |                                                           |

Итого: 1 матч / 0 голов; 0 побед, 0 ничьих, 1 поражение.